# Parque Quase-Nacional Kyūshū Chūō Sanchi
O Parque Quase-Nacional Kyushu-Chuo Sanchi é um parque quase-nacional localizado nas prefeituras japonesas de Kumamoto e Miyazaki. Estabelecido em 15 de maio de 1982, tem uma área de 27 096 hectares.